# Charlotte Vandermeersch
Pour les articles homonymes, voir Vandermeersch.

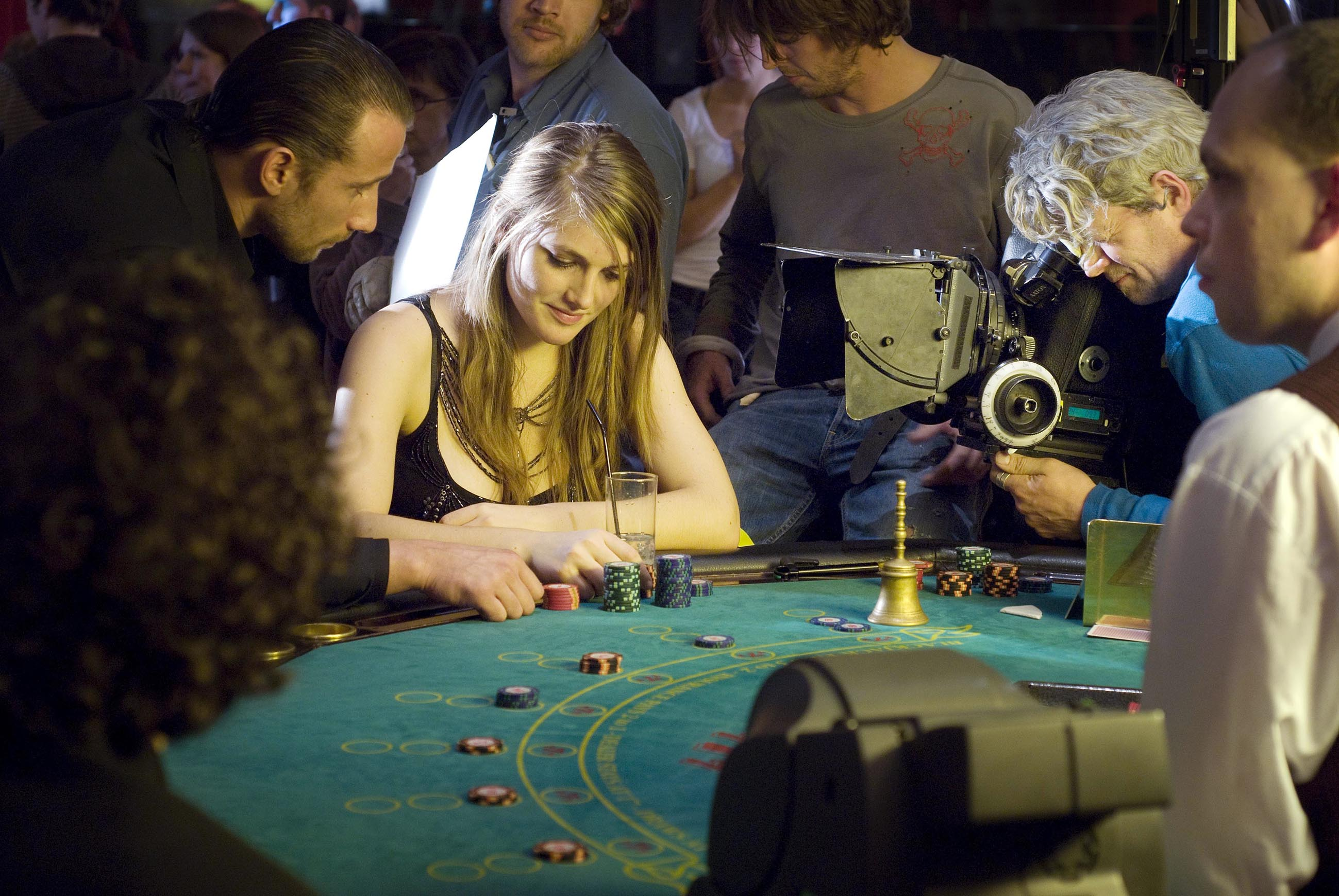
Charlotte Vandermeersch lors du tournage de Loft (2008).

Charlotte Vandermeersch, née le 11 novembre 1983 à Audenarde (Belgique), est une actrice belge.

## Biographie
Charlotte Vandermeersch est diplômée en 2005 de l'Institut Herman Teirlinck d'Anvers en Master en art dramatique.
Elle joue dans de nombreuses productions théâtrales avec, entre autres, SKaGeN, Wunderbaum et Abattoir Fermé. Avec Maaike Neuville, elle met en scène sa propre production théâtrale Le Baiser de la femme araignée.
Dans les premières années, elle joue principalement des rôles de soutien et d'invité. En 2010, elle décroche deux rôles principaux, dans la série télévisée Day and Night et dans le film Turquaze. En 2012, elle tient le rôle principal dans la série télévisée Deadline 14/10 ainsi que dans sa suite, Deadline 25/5, diffusée sur VTM au printemps 2014. Cette année-là, elle joue également le rôle de Linda Schools dans le long métrage Bowling Balls. En 2016, elle tient un rôle principal dans Belgica de Felix Van Groeningen.
De 2012 à 2020, elle est affiliée en permanence à la troupe de théâtre LAZARUS.
Elle est en couple avec le réalisateur Felix Van Groeningen. En mai 2018, ils ont eu un fils, Rufus.

## Filmographie partielle

### Au cinéma

#### Comme réalisatrice
- 2022 : Le otto montagne (coréalisé avec Felix Van Groeningen)

#### Comme scénariste
- 2012 : The Broken Circle Breakdown (Alabama Monroe - collaboration au scénario)
- 2022 : Le otto montagne (avec Felix Van Groeningen)

#### Comme actrice
- 2004 : Aan Zee : Anna (court métrage)
- 2005 : The Sunflyers : Shana (court métrage)
- 2005 : Knokke Boulevard : Secretaresse (court métrage)
- 2006 : Mama (court métrage)
- 2007 : Dagen zonder lief : Ingrid
- 2007 : Stagman : Corazon (court métrage)
- 2008 : (N)Iemand : Pianiste
- 2008 : Loft : Vicky Willems
- 2009 : Helsinki : Naomi (court métrage)
- 2009 : La Merditude des choses : konijn
- 2010 : Turquaze (nl) : Sarah
- 2012 : L'Âge de glace 4 : La Dérive des continents : Shira (voix off flamande)
- 2014 : Bowling Balls : Linda Schools
- 2016 : Menace sur la Maison Blanche (De premier) : Eva
- 2016 : Belgica : Isabelle
- 2018 : Catacombe : Debbie
- 2019 : Adoration : Lorette Batts

### À la télévision
- 1999 : Flikken : Es (épisode Partners)
- 2007 : Witse : Annick (épisode Soirée privée)
- 2010 : Dag & Nacht (nl) : Nathalie Sanders (série télévisée)
- 2011 : Red Sonja (nl) : Red Sonja (série télévisée)
- 2011, 2013, 2016, 2019 : Wat als? (nl) : différents rôles (émission télévisée)
- 2011 : De Ronde (nl) : Liesje (série télévisée)
- 2011 : Het goddelijke monster (nl) : Greet Verbeeck (série télévisée)
- 2012-2013 : Salamandre : la mère de Gil Wolfs (série télévisée)
- 2012 : Deadline 14/10 (nl) : Marianne Smidt (série télévisée)
- 2012 : Code 37 : Dj Isis (épisode Sterrenstof)
- 2013 : Zingaburia (nl) : prinses Axioma (série télévisée)
- 2014 : Deadline 25/5 (nl) : Marianne Smidt (série télévisée)
- 2015 : De Bunker (nl) : Valerlie (série télévisée)
- 2017-2020 : #hetisingewikkeld (nl) : Charlotte (série télévisée)
- 2020 : De Anderhalve Meter Show (nl) : Verschillende Rollen (programme de télévision)
- 2020 : Over De Oceaan (nl) : elle-même (série documentaire)
- 2021 : Déjà Vu (nl) : Dame REJECT INC. (épisode 1)

## Théâtre
- Het Schaampaard (Luxemburg vzw)
- De noces de Judith Vindevogel (de Roovers, collectif de théâtre musical Walpurgis et het Spectra Ensemble)
- Het fluistertheater van Floor, Oto en Titus (Michael De Cock)
- Mistinguett (sélection jeune théâtre, Theater aan Zee)
- Laura exterieur (SKaGeN)
- Tinseltown (Abattoir Fermé)
- Kamp Jezus (Wunderbaum, NTGent et Rotterdamse Schouwburg)
- Deurdedeurdeur (SKaGeN)
- Zilke – dood en ontwaken (compagnie de théâtre musical Walpurgis et Flat Earth Society)
- Uptijd (Norfolk en association avec Artemis)
- Soepkinders (« une histoire musicale effrayante ») de Gerda Dendooven (coproduction HETPALEIS et Laika)
- Wat is drinken? (LAZARUS, 2011)
- Niets is onmogelijk (LAZARUS, 2012)
- De idioot, d'après Fiodor Dostoïevski (LAZARUS, 2013)
- KARAMAZOW, d'après Fiodor Dostoïevski (LAZARUS, 2016)
- Zwanemans (coproduction HETPALEIS, avec Opera Ballet Vlaanderen, 2016)
- BUZZ (Kopergietery, LAZARUS et KGbe, 2018)

## Distinctions
- David di Donatello 2023 : Meilleur scénario adapté pour Les Huit Montagnes
- (en) Charlotte Vandermeersch: Awards, sur l'Internet Movie Database